# English Harbour
English Harbour ist eine Stadt in der Parish of Saint Paul an der Südküste der Insel Antigua, im Staat Antigua und Barbuda. Der Ort ist ein für die Karibik bedeutender Naturhafen. Er ist auch der Hauptort des Nelson’s Dockyard National Park, Antiguas größtem Nationalpark.

## Lage und Landschaft
English Harbour liegt an der Falmouth Bay, im Zentrum der antiguanischen Südküste. Südlich befindet sich die kleine Freeman’s Bay (Ordnance Bay).
English Harbour ist mit 500 Einwohnern einer der größeren Orte von St. Paul und mit Falmouth dessen lokales Zentrum.
Der Ort gliedert sich in die Zählsprengel Town, Ordnance Bay im Südwesten und Middle Ground, die Halbinsel zwischen Falmouth und Freeman’s Bay.
| Falmouth | Cobbs Cross                                 | Marsh Village |
|          | Kompassrose, die auf Nachbargemeinden zeigt | Dow Hill      |
|          |                                             |               |

## Geschichte
Seinen Namen hat der Ort vom Seekriegshafen der Royal Navy, der im 17. und 18. Jahrhundert als Basis für Operationen in diesem Gebiet diente. Dieser in Mittelamerika sicherste Naturhafen war von extrem hoher strategischer Bedeutung. Er war nach Parham Harbour (Old North Sound Harbour) der zweite Hafen der Insel in der Kolonialisierung, St. John’s Harbour, der heutige Haupthafen, entwickelte sich später. Der Ort selbst ist aber jünger, die Gründungsortschaft war Falmouth am Nordende der Bucht. Noch Anfang des 19. Jahrhunderts befand sich hier nur Hafeninfrastruktur.
Die Militäranlagen befanden sich in der Ordnance Bay, der inneren Freemans Bay, Falmouth Harbour in der großen Bucht war eher Handelshafen. Die Anlagen waren militärisch gut befestigt, am Eingang zum Kriegshafen lag auf dem Middle Ground (steuerbords, rechts) Fort Berkeley, gegenüber Fort Charlotte. Dann folgten buchteinwärts steuerbords die Docks (Dockyards), gegenüber die Stellung Capstan Ho Battery und dann verteilt Magazine und andere Hafeninfrastruktur. Die falmouthseitige Bucht war der Falmouth Harbour, der sich bis Falmouth hinzog. Auf der Anhöhe des Middle Ground befand sich Fort Cuyler, das beide Buchteingänge bewachte, unterhalb Keanes Battery über Fort Berkeley und Blake’s Point Battery am Kap in die Falmouth Bay. Die steuerbordseite Einfahrt in diese größere Bucht bewachte Fort Charles auf der Blake’s Islet, nördlich der Deep (Dieppe) Bay und dem Proctor’s Point, dem westlichen Kap. Eine Wacht befand sich auf den Shirley’s Heights im Osten, unterhalb über der Freemans Bay die Stellung Masked Battery. Außerdem wurde weiter im Norden, auf dem Monks Hill, die Festung Fort George erbaut, die das ganze Buchtensystem überblickt.

## Wirtschaft, Infrastruktur und Sehenswürdigkeiten
English Harbour ist ein Boots- und insbesondere Yacht-Zentrum. Es gibt zwei geschützte Tiefwasserhäfen: English Harbour in der geschützten Freeman’s Bay im Süden und Falmouth Harbour in der weiten Falmouth Bay.
English Harbour ist für das Freilichtmuseum Nelson’s Dockyard bekannt. Es birgt restaurierte Gebäude und andere historische Artefakte der Kolonialzeit des Anlegeplatzes, vor allem aus der Zeit der Kommandantschaft von Horatio Nelson. Sehenswert ist auch das Clarence House, Residenz des William, Duke of Clarence, nachmaliger König William IV., zu der Zeit, als er unter Nelson als Kaptain der H.M.S. Pegasus hier stationiert war.
Nicht weit entfernt liegen die Shirley Heights, die als Touristenattraktion einen guten Ausblick auf English Harbour bietet. Samstags findet dort ein Barbecue mit lokalen Bands statt.
Nördlich der Bucht, am Monks Hill, liegen die Ruinen des im 17. Jahrhundert erbauten großen Fort George. Sie sind von Cobbs Cross zu Fuß erreichbar und bieten guten Überblick über die Falmouth Bay.
Der Ort hat eine Kirche, die English Harbour Pentecostal Church.